# Eu's Arse
Gli Eu's Arse, diminutivo di Europe's Arse (letteralmente: Culo d'Europa), sono un gruppo hardcore punk udinese nato negli anni ottanta. Assieme agli Upset Noise furono tra i gruppi più importanti della scena del Friuli-Venezia Giulia e più in generale di quella italiana assieme a band quali Raw Power, Negazione, Wratched, Impact e altre...

## Storia del gruppo

### Fase uno:Lo stato ha bisogno di te? Bene, fottilo
Gli Eu's Arse, che prendono il nome dall'appellativo assegnato ai punk italiani dai punk d'Europa ed inglesi, si formarono ad Udine nel 1981 su iniziativa di Ruggero "Jolly Roger", Gianluca "Killy Fart" e Andrea "Andy La Brioche". La prima vera formazione era composta da "Killy", "Stinky", "Stiv" e "Totis".
Nel 1982 parteciparono al festival Offensiva di primavera presso il centro sociale Virus di Milano, pubblicando poi subito dopo il loro primo EP su 7" dal titolo Lo stato ha bisogno di te? Bene, fottilo. Il disco fu registrato negli studi dei No submission e sostenuto dalla fanzine Nuova Fahrenheit.
Nel 1983 il gruppo stampa una nuova autoproduzione, uno split album con gli Impact dal titolo Questa è la loro speculazione di morte!. Il disco ottiene fra le recensioni, anche quella della fanzine di San Francisco Maximumrocknroll, che ne descrive il sound come "una combinazione di riff ripetitivi di matrice Discharge uniti ad una voce dal suono sgradevole che ricorda un poeta in preda ad attacchi di furiosa follia".
Dopo un lungo tour e numerosi cambi di formazione il gruppo si scioglie nel 1985.

### 2003: ristampe & reunion
Nel dicembre 2003 Agipunk Records, assieme alla label americana 625thrashcore, stampano un Lp intitolato 1981 - 1985 con i pezzi dei primi due Ep + un live.

A seguito di questo album la band si riforma con i membri originari: Gianluca "Killy", Stefano "Bone", Stefano "Steve" in veste di chitarrista e Richard del gruppo goriziano Warfare alla voce.

Nel 2006 la romana SOA Records pubblica Adesso come allora un CD contenente sempre i primi due EP + un live.

Con questa formazione, nel 2008, registrano 10 tracce per un Cd intitolato "2008" pubblicato dall'etichetta giapponese MCR, al quale è seguita la pubblicazione su vinile, formato LP 33rpm, autoprodotto in Italia.

Nel 2009 "Steve" lascia la band e viene sostituito da Lorenzo "Tubo" con il quale partecipano a festival internazionali e, nella primavera 2014, ad un tour negli Stati Uniti.

Nel 2014 la F.O.A.D. Records stampa un LP 12" Gatefold contenente un libro di 16 pagine e Cd con 3 live del 1982/1983.

Nel autunno dello stesso anno "Tubo" viene rimpiazzato da Mark (già chitarrista in band hardcore del area Veneziana come Ohuzaru, La Piovra, NAB, Sgurd..,TYTUS)
Nel 2018, la band ha pubblicato un 7" EP split con la band Giapponese Mustang, rilasciato dalla label Break the Records. Successivamente, la band ha intrapreso un mini tour in Giappone nello stesso anno.
Nel corso degli anni la band continua con live in Italia ed Europa dividendo il palco con band come Discharge, Ratos de Porão, Napalm Death e Doom.

## Discografia
- 1982 - Lo stato ha bisogno di te? Bene, fottilo - 7" ep (autoproduzione)
- 1983 - Questa è la loro speculazione di morte! - 7" ep split con gli Impact (autoproduzione)
- 2002 - 1981 - 1985 - LP comprendente i due primi EP + registrazione live (Agipunk/625Thrashcore)
- 2006 - Adesso come allora... - CD comprendente i due primi EP + live - (SOA Records)
- 2008 - 2008 - CD con pezzi nuovi, special guests Mungo dei Declino e Orla dei Toxical (MCR Records Japan)
- 2008 - 2008 - Lp 12" colorato. Per il mercato europeo. (fraildieilfa autoproduzioni/nuclear sun punk)
- 2014 - Attacca Le Menti - Discografia 1981-1985 (F.O.A.D. Records)
- 2018 - 2018 - 7" ep split con i giapponesi Mustang (Break The Records)